# Die Auferstehung (2001)
Die Auferstehung (Originaltitel: Resurrezione) ist ein italienisch-französisch-deutscher Spielfilm aus dem Jahr 2001. Der Film entstand nach dem Roman Auferstehung von Lew Tolstoi.

## Handlung
Die hübsche Katjuscha verdient als Prostituierte ihren Lebensunterhalt. Sie ist des Mordes angeklagt, und als einer der Geschworenen hat der Fürst Dimitrij Nechljudow über sie zu urteilen. Dimitrij erkennt in der Frau seine Jugendliebe wieder, in die er vor etlichen Jahren während eines Sommers verliebt gewesen war, die er aber dann nie wieder gesehen hatte. Katjuscha erwartete ein Kind von ihm, das sie jedoch verlor. Danach begann sie als Prostituierte zu arbeiten.
Die Geschworenen kommen zu dem Entschluss, dass Katjuscha unschuldig ist. Als sie dennoch aufgrund eines Formfehlers verurteilt wird, versucht Dimitrij ihre Begnadigung durchzusetzen. Katjuscha wird unterdessen nach Sibirien deportiert. Dimitrij folgt ihr und macht ihr einen Heiratsantrag. Trotz der positiven Entscheidung über Katjuschas Begnadigung, die sie bald aus Moskau erreicht, kommen die beiden Liebenden nicht zusammen. Katjuscha glaubt Dimitrij seine ehrliche Liebe nicht, sondern meint, sie entspringe seinem schlechten Gewissen. Sie heiratet deshalb den politischen Häftling Simonson.

## Hintergrund
Die Dreharbeiten zu Die Auferstehung fanden in Sankt Petersburg, Prag und Bratislava statt.

## Kritiken
„Aufwändig produzierte und ausgestattete, ambitioniert gespielte Tolstoj-Adaption als Fernsehfilm, die psychologisch stimmig den Prozess einer Selbstfindung und Menschwerdung beschreibt.“

„Große Gefühle mit bester Besetzung.“

## Auszeichnungen
Der Film gewann 2002 den Hauptpreis des Internationalen Filmfestival von Moskau.